# Football Club rennais
Le Football Club rennais est un club créé en 1901 par des étudiants rennais qui fusionne le 4 mai 1904 avec le Stade rennais. Il devient en 1903 le premier champion de Bretagne de football lors du premier championnat de Bretagne organisé par l'USFSA.

## Présentation
À l'aube du XXe siècle, la pratique du football se diffuse en Bretagne, importée dans la région de Saint-Malo par des étudiants venus de Jersey. Rapidement, des équipes se créent à Rennes, et le 21 février 1901, un premier match oppose des joueurs malouins à des étudiants rennais réunis sous le nom de Football club rennais et portant les couleurs rouge et noir.
Le club issu de la fusion en 1904 s'appelle le Stade rennais Université Club (SRUC) et conserve ce nom jusqu'au 23 mai 1972 pour prendre son nom actuel Stade rennais Football Club (SRFC).
Les couleurs actuelles du Stade rennais FC proviennent du Football Club rennais qui évoluait en rouge et noir alors que le Stade rennais évoluait jusqu'alors avec un maillot à rayures verticales ciel et marine.